# ICBC Argentina
ICBC Argentina è un'entità bancaria argentina di proprietà di ICBC. È la filiale argentina della banca cinese Industrial and Commercial Bank of China, fondata nel 2013 dopo l'acquisto di Standard Bank Argentina.

## Storia
Nel 2006, Standard Bank ha acquistato l'unità “BankBoston Argentina”, espandendo le sue operazioni in questo paese. Nel 2012, la ICBC ha acquisito l'80% delle sue azioni. Il cambio di marchio è avvenuto nell'aprile 2013. 
Con una vasta rete di oltre 103 filiali distribuite in 17 province e un team di 3.243 dipendenti, ICBC si distingue come un solido istituto finanziario nel paese. La sua base patrimoniale supera i 21,1 miliardi di pesos, sostenuta da depositi superiori a 15,2 miliardi di pesos. Ciò consolida la sua posizione tra le principali banche private in Argentina, classificandosi tra le otto più importanti in termini di attività e depositi.